# Hildegard Goss-Mayr
Hildegard Goss-Mayr (Viena, 22 de enero de 1930) es una activista por la paz, escritora, filósofa y teóloga cristiana austriaca.

## Trayectoria
Hija de Kaspar Mayr, fundador de la rama austriaca de la International Fellowship of Reconciliation, estudió Filosofía en la Universidad de Viena y New Haven. En 1958, se casó con Jean Goss (1912-1991), un activista por la paz francés; la pareja tuvo dos hijos, Myriam y Etienne.
Ella y su esposo estuvieron en Roma durante el Concilio Vaticano II presionando para que se reconociera la objeción de conciencia por parte de la Iglesia Católica. En los años 60/70 vivieron y trabajaron un tiempo en América del Sur, formando grupos de no violencia activa y ayudando en la creación del Servicio de Paz y Justicia (SERPAJ), cuyo primer coordinador fue Adolfo Pérez Esquivel. Entrenaron a otros grupos en no violencia activa en muchos países, en Europa, Asia, Medio Oriente y África. Participaron en la preparación de la Revolución EDSA en Filipinas en 1986.

## Reconocimientos
Jean Goss y Hildegard Goss-Mayr compartieron varios Premios de la Paz, incluido el Premio Bruno Kreisky en Austria en 1979, el Premio al Maestro de la Paz Papa Pablo VI de Pax Christi USA en 1986 y el Premio Pfeffer de la Paz en 1990.
En 1991, Goss-Mayr también ganó el Premio de la Paz de Niwano, en Japón, y, en 2009, el Premio Pacem in Terris Peace and Freedom, de la Diócesis de Davenport, Iowa. Actualmente es la presidenta de honor de la Fraternidad Internacional de Reconciliación. 
Fue nominada al Premio Nobel de la Paz en 1979, en 1987 y en 2005 entre los «1000 mujeres para el Premio Nobel de la Paz 2005 » por PeaceWomen Across the Globe.

## Obra
- Une autre révolution. Violence des non-violents, Paris, Cerf, 1969.
- Der Mensch vor dem Unrecht. Spiritualität und Praxis. Gewaltlose Befreiung, Vienna, 1976.
- Gérard Hoover, Jean et Hildegard Goss-Mayr, La non-violence, c'est la vie, Arudis, Utovie, 1986.
- Évangile et luttes de paix, Paris, Bergers et Mages, 1989.
- Friede braucht Bewegung. Analysen und Perspektiven der Friedensbewegung in Österreich, con Thomas Roithner y Pete Hämmerle.
- Oser le combat non-violent aux côtés de Jean Goss, Paris, Cerf, 1998, prólogo del cardenal Franz König.
- With Jo Hanssens, Jean Goss. Mystique et militant de la non-violence, Namur, Fidélité, 2010, prólogo deAdolfo Pérez Esquivel.

- Richard Deats, Marked for life. The story of Hildegard Goss-Mayr, Hyde Park (NY), New City Press, 2009.